# 翠华路 (珠海)
翠华路是中國珠海市香洲區的一條东西走向的一般道路，位於翠香路以南，沿河东路以东。全長约200米，寬4米，单向两车道行驶。

## 历史与特色
道路于1960年代建成，原名为农街，后于1985年更名。道路两侧以民宅为主。

## 与之交汇道路
道路顺序由西往东排列，粗体字为主干道
- 翠香路
- 兴华路
- 沿河东路